# Марвін Стінсон
Ма́рвін Сті́нсон (англ. Marvin Stinson; 4 травня 1952) — колишній американський боксер важкої ваги.

## Життєпис
На I чемпіонаті світу з боксу 1974 року в Гавані (Куба) дістався фіналу змагань боксерів важкої ваги, де поступився Теофіло Стівенсону.
У липні 1977 року дебютував на професійному ринзі. Провів 18 поєдинків, у 12 з яких одержав перемогу.